# Сера (Пиј де Дом)
Сера (фр. Ceyrat) је насеље и општина у централној Француској у региону Оверња, у департману Пиј де Дом која припада префектури Клермон Феран.
По подацима из 2011. године у општини је живело 5444 становника, а густина насељености је износила 582,25 становника/km². Општина се простире на површини од 9,35 km². Налази се на средњој надморској висини од 562 метара (максималној 804 m, а минималној 428 m).

## Демографија
| 1962. | 1968. | 1975. | 1982. | 1990. | 1999. | 2011. |
| ----- | ----- | ----- | ----- | ----- | ----- | ----- |
| 2.219 | 2.850 | 4.000 | 4.727 | 5.283 | 5.593 | 5.444 |

График промене броја становника у току последњих година